# کلیس
کلیس راجرز (به انگلیسی: Kelis Rogers) (زاده ۲۱ اوت ۱۹۷۹) که بیشتر با نام کلیس شناخته می‌شود، خواننده و ترانه‌سرای آمریکایی است. او تاکنون برنده جوایزی همچون بریت اواردز، کیو اوردز و ان ام ای اواردز شده و ۲ بار هم نامزد جایزه گرمی شده است.